# Sarma (gerecht)

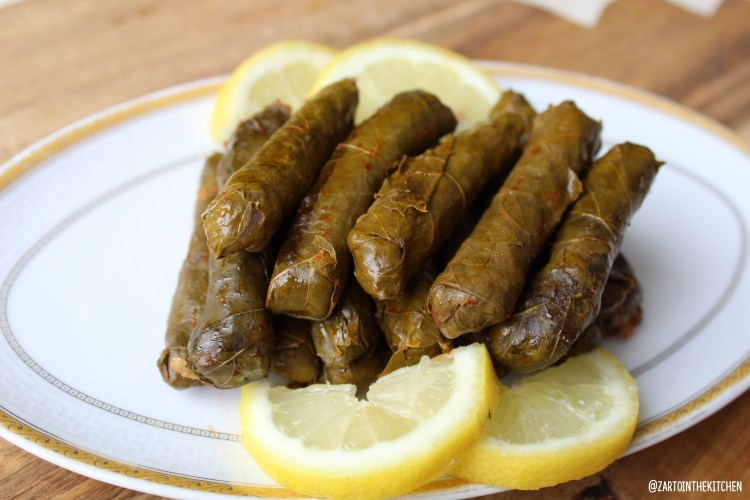
Turkse Sarma

Sarma (Roemeens: sarmale) is een gerecht dat populair is in Turkije, Centraal-Azië en de Balkan. De lekkernij bestaat uit een speciaal toebereid vulsel van rijst, tomaten en gehakt, dat wordt opgerold in druiven-, kool-, spinaziezuring- of snijbietbladeren. Sarma betekent opgerold in het Turks.
Het wordt gekookt, maar kan eveneens koud geserveerd worden met verse citroenen. In Roemenië is het gebruikelijk het gerecht warm te serveren in combinatie met chilipeper en mămăligă.